# 122. п. н. е.

## Догађаји
- Гај Семпроније Грах је реизабран за римског народног трибуна и започиње програм радикалних аграрних и политичких реформи.